# Geografia Chile

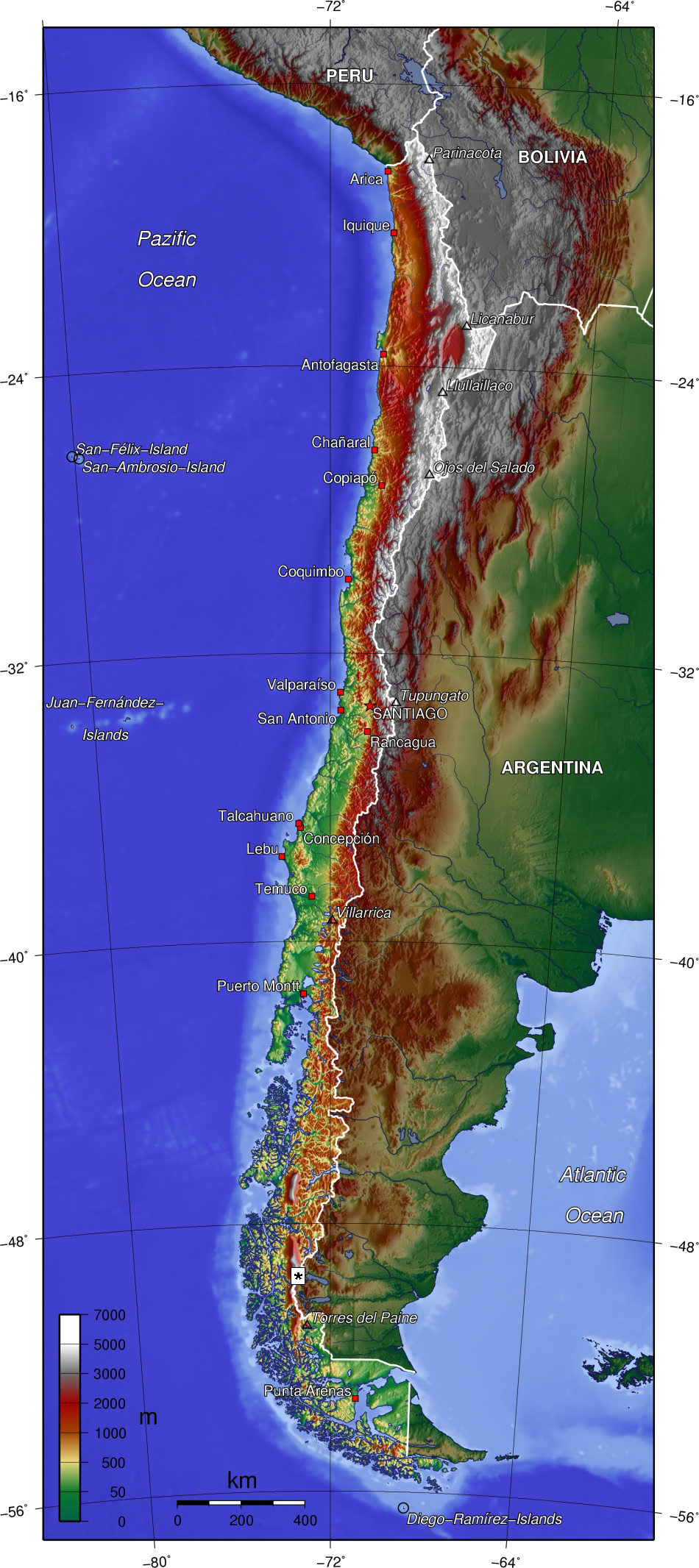
Mapa fizyczna Chile

Chile jest państwem o najbardziej wydłużonym kształcie na świecie. Chile położone jest w południowo-zachodniej części Ameryki Południowej i rozciąga się wąskim pasem wzdłuż wybrzeża Oceanu Spokojnego. Kraj ten cechuje się górzysto-wyżynnym krajobrazem i zróżnicowanym klimatem.

## Powierzchnia, skrajne punkty i granice
Powierzchnia całkowita – 756 950 km²
- Powierzchnia lądowa wynosi 748 800 km², wody oceanu należące do kraju stanowią 8150 km².

Kraj jest siódmym pod względem powierzchni w Ameryce Południowej.
Skrajne punkty: 
- północny 17°30'S – styk granic Peru z Boliwią
- południowy 56°32'S – przylądek Horn
- zachodni 75°42'W – zachodni brzeg półwyspu Taitao w południowej części Chile
- wschodni 66°58'W – region Puna de Atacama

Rozciągłość południkowa wynosi 4300 km, a równoleżnikowa 468 km. W najwęższym miejscu Chile mają jedynie 90 km.
Chile graniczy z następującymi państwami:

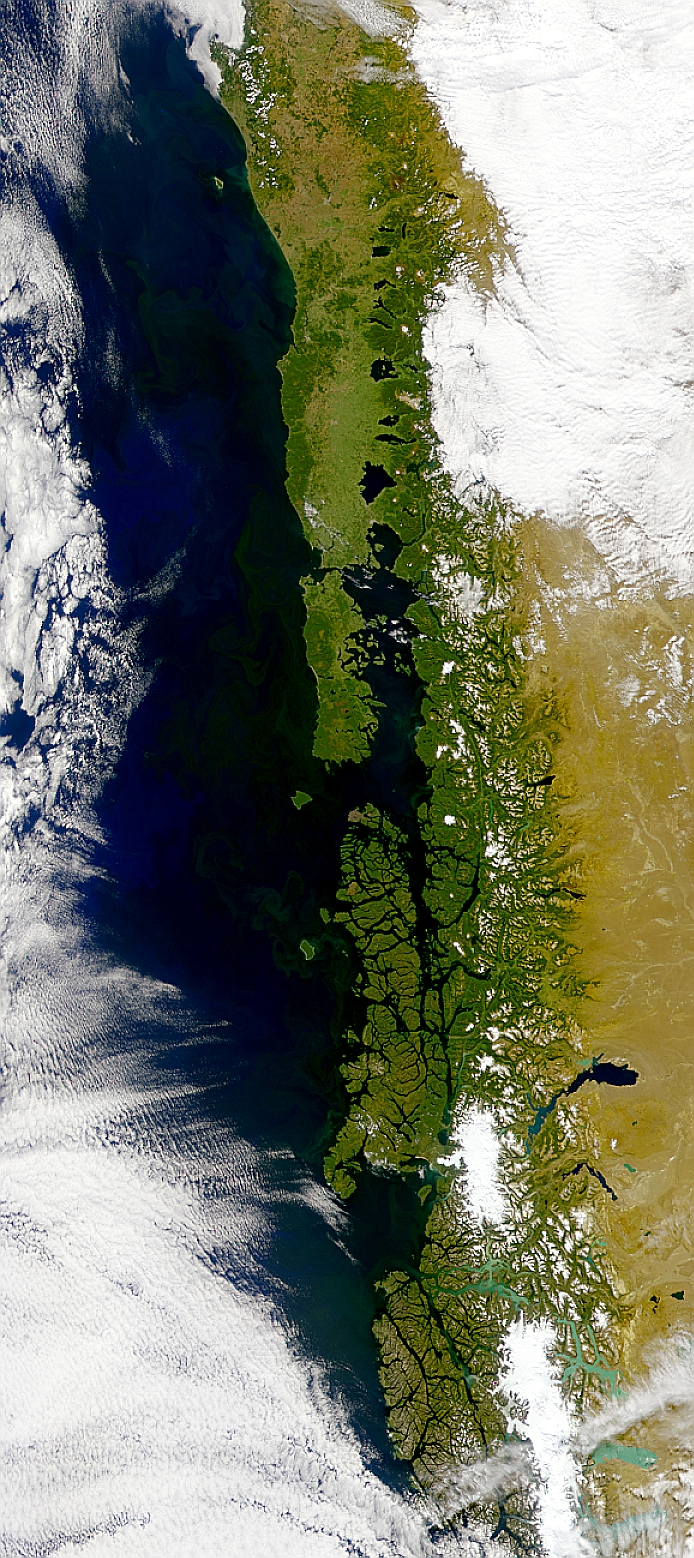
Fragment Chile widziany z kosmosu

- Peru – 160 km
- Boliwia – 861 km
- Argentyna – 5308 km

Linia brzegowa – 6435 km.

## Ukształtowanie poziome

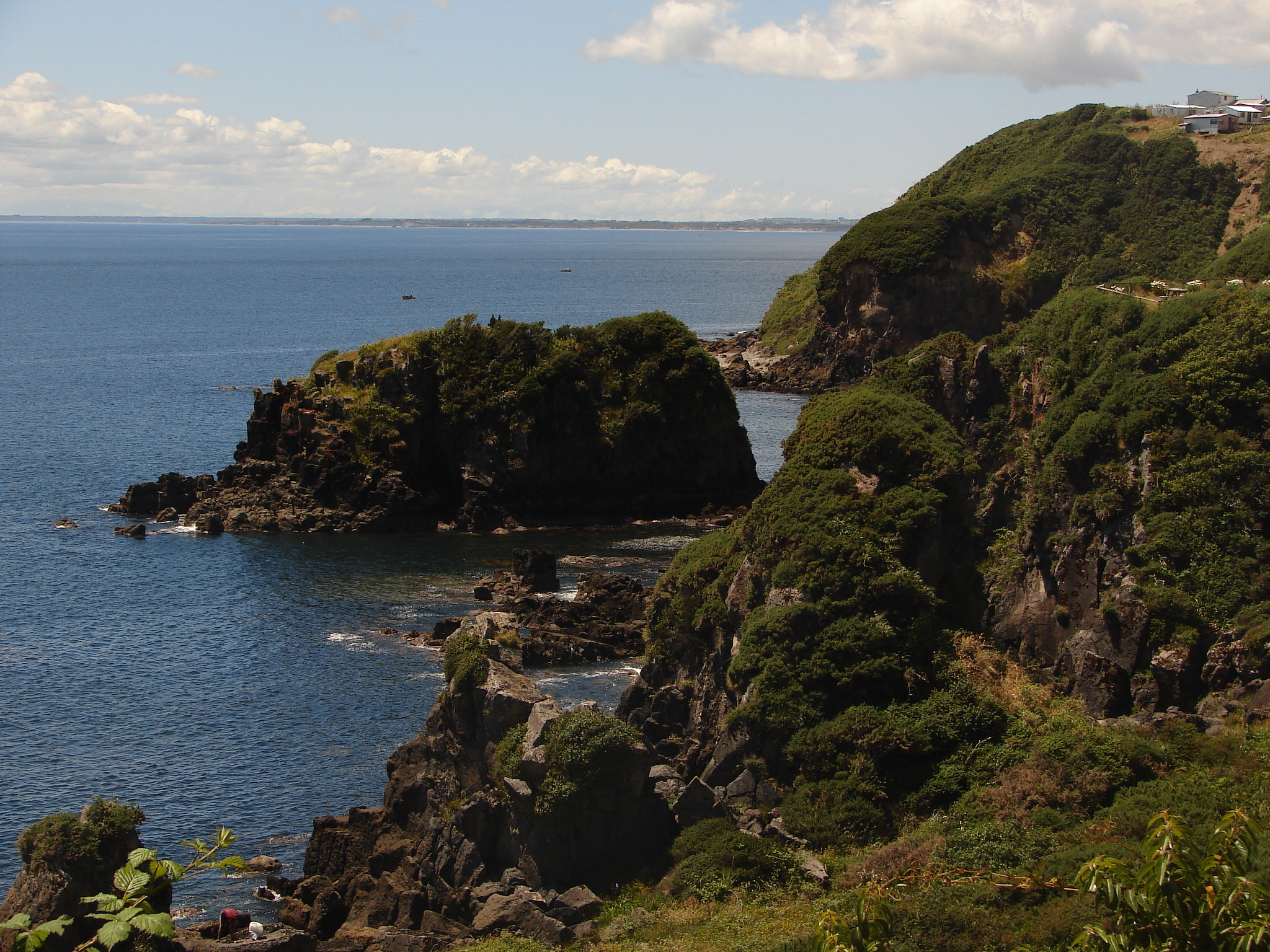
Skaliste wybrzeże w Chile

Wybrzeże Chile jest bardzo rozczłonkowane, w części południowej występują liczne fiordy. Bardzo liczne są przybrzeżne wyspy i przylądki. Środkowe (mniej więcej od 41°S) i północne wybrzeże jest słabo rozwinięte, urozmaicone przez sieć łagodnych zatok. Południowa część wybrzeża jest fiordowa, gdzie występują nagie skały, a wybrzeże w wielu miejscach jest wysokie i niedostępne. Środkowa i północna część wybrzeża nie różni zbyt od tego na południu. Niemal na całej długości linia brzegowa ma postać skalistą i niedostępną.
W skład terytorium Chile wschodzą także wyspy leżące w pewnym oddaleniu od wybrzeży Ameryki Południowej. Są to: Wyspa Wielkanocna i małe archipelagi Juan Fernández, Desventuradas oraz Sala y Gómez. Wyspa Wielkanocna o powierzchni 163 km² jest najbardziej odizolowaną zaludnioną wyspą na świecie, leży 3600 km od wybrzeża Ameryki Południowej. Niedaleko niej leży Sala y Gomez, zaś pozostałe wyspy znajdują się w odległości od około 500 do około 1000 km od wybrzeży Chile.

## Budowa geologiczna
Chile jest krajem leżącym w obszarze mezozoicznych fałdowań alpejskich. Ciągnące się przez cały kraj Andy podlegały kilkakrotnym fałdowaniom. Część pasm andyjskich stanowią górotwory dolnopaleozoiczne, które wytworzone zostały jeszcze w orogenezie kaledońskiej. Na obecny kształt Andów wpłynęła plejstoceńska działalność wulkaniczna, która przetrwała do czasów dzisiejszych. Obszar Chile leży w strefie aktywnej sejsmicznie.
Okres plejstocenu wpłynął na obecny kształt Andów z racji zlodowaceń jakie miały miejsce w tym rejonie świata. Ślady te widoczne są na południu kraju, gdzie występują lodowce. W plejstocenie niektóre obszary podlegały ruchom wypiętrzającym lub wyginającym.
Andy chilijskie dzielą się na Kordylierę Nadbrzeżną i Kordylierę Główną Andyjską. Kordyliera Nadbrzeżna zbudowana jest głównie ze skał prekambryjskich w skład których wchodzą granity i sjenity. Częściowo występują też osadowe skały mezozoiczne. Kordyliera Główna Andyjska zbudowana jest z pochodzących z mezozoiku skał osadowych i wulkanicznych, które są poprzecinane licznymi intruzjami diabazów, bazaltów, trachitów i porfirów. Podłużne obniżenie między systemami górskimi to tzw. Dolina Środkowochilijska, która jest tektonicznego pochodzenia i wypełniają ją młode utwory osadowe.

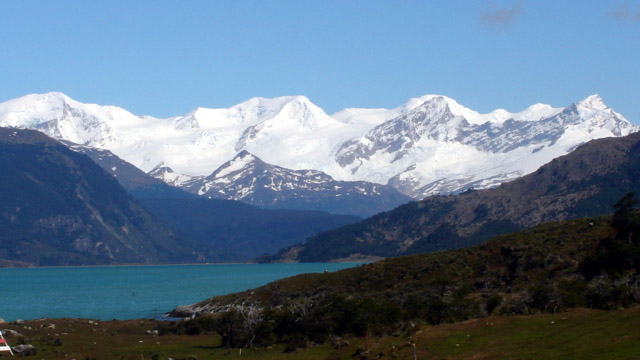
Andy Chilijskie

## Rzeźba
Chile jest krajem górskim, przez całe terytorium z północy na południe ciągną się łańcuchy Andów, na południe od 42°S zwane Andami Patagońskimi. Andy Chilijskie dzielą się na dwa wymienione w poprzednim rozdziale główne łańcuchy. Układ rzeźby jest południkowy i podnosi się gwałtownie w kierunku wschodnim. Chile można podzielić na trzy regiony fizycznogeograficzne.

### Północne Chile
Północne Chile to obszar w całości zdominowany przez wyżyny i góry, który obniża się kierunku zachodnim. Kilka kilometrów od brzegu morskiego ciągnie się Kordyliera Nadbrzeżna, która jest silnie rozczłonkowana, szczególnie w części północnej. W południowej części jest obszar zwarty i osiąga 2500 m n.p.m. Góry te obniżają się w kierunku wschodnim gdzie znajdują się bezodpływowe kotliny zwane bolsonami. Przez ten region przebiega południkowe pasmo zwane Górami Domeyki (hiszp. Cordillera Domeyko), które wznosi się do 4260 m n.p.m. Między Kordyliera Nadbrzeżną, a Górami Domeyki leży pustynia Atakama o wymiarach 400 na 100 km.
Od wschodu wzdłuż granicy argentyńsko-chilijskiej ciągnie się Kordyliera Główna Andyjska, której poszczególne łańcuchy są rozczłonkowane przez suche doliny. Jest region najwyższej położony w Chile. Wznosi się tam najwyższy szczyt kraju – Ojos del Salado o wysokości 6880 m n.p.m. W Andach na terytorium Chile jest 2 085 gór wulkanicznych, a w kraju wznosi się 55 wulkanów, które są obecnie czynnymi stożkami. Wyżej wymieniony szczyt jest właśnie najwyższym na świecie drzemiącym wulkanem świata.

### Środkowe Chile
Środkowe Chile to region ciągnący się między 32° a 42°S czyli na odcinku około 1000 km. W tym regionie Kordyliera Nadbrzeżna jest obszarem górskim, leżącym nad samym oceanem, co oznacza, że w wielu miejscach góry schodzą wprost do oceanu. Poza tym brzeg morski niemal na całej długości Chile jest surowy i niedostępny. Obszar gór poprzecinamy jest dolinami rzecznymi. W tym regionie leży ciągnąca się na długości 900 km Dolina Środkowochilijska, leżący między Kordylierą Nadbrzeżną a Kordylierą Główną Andyjską. Jest to obszar nizinny, gdzie położona jest stolica kraju Santiago na wysokości 85 m n.p.m. Ciągnące się na wschodzie pasma Kordyliery Głównej Andyjskiej są równie wysokie jak te na północy. Najwyższy szczyt tego regionu – Tupungato ma 6570 m n.p.m. W tym regionie znajduje się najaktywniejszy sejsmicznie obszar, który leży między 31° a 45°S.

### Chile Południowe
Chile południowe leżące na południe od 42°S, wyróżniają się silnym rozwinięciem linii brzegowej. Znajdują się tam najwyższe partie Kordyliery Nadbrzeżnej, a Kordyliera Główna Andyjska zbliża się do oceanu i tworzy najniższe spośród łańcuchów chilijskich Andy Patagońskie. Na kształt tamtejszej rzeźby miały i wciąż mają spływające do oceanu lodowce.

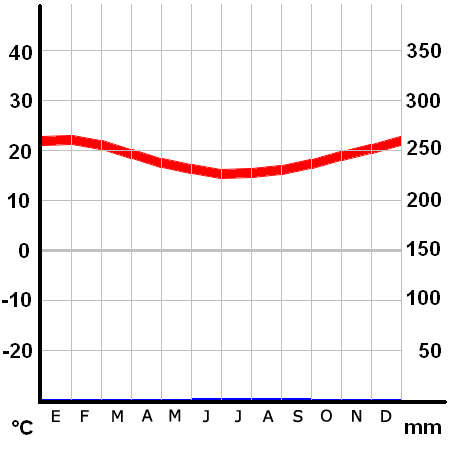
Diagram klimatyczny Atakama

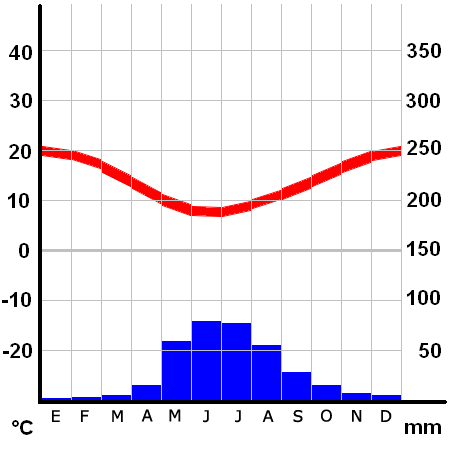
Diagram klimatyczny Santiago

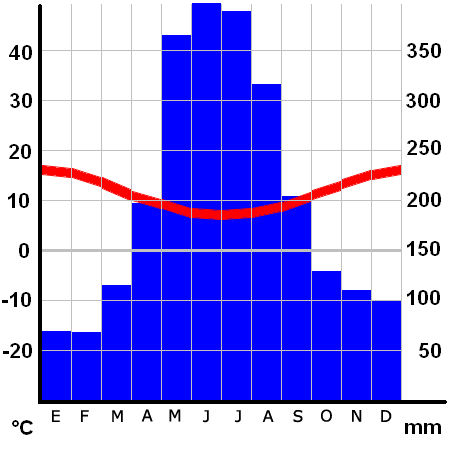
Diagram klimatyczny Valdivia w południowym Chile

## Klimat
Duża rozciągłość południkowa sprawia, że w Chile znajdują się cztery strefy klimatyczne. Północne Chile reprezentuje klimat zwrotnikowy suchy i wybitnie suchy. Środkowa część kraju to klimat podzwrotnikowy, który jest nieco zbliżony do klimatu śródziemnomorskiego. Południowe Chile to klimat umiarkowany znajdujący się pod bezpośrednim wpływem powietrza oceanicznego. Południowy skraj Chile (Ziemia Ognista i część Patagonii) to klimat subpolarny. Dodatkowo należy wziąć pod uwagę występowanie klimatu górskiego, jako że Chile są regionem górzystym i występują piętrowy układ klimatyczno-roślinny.

### Klimat zwrotnikowy
Klimat zwrotnikowy jaki panuje na północ od 30°S cechuje się suchością, a w wielu miejscach jest on wybitnie suchy. Taka odmiana występuje na pustyni Atakama. Występują tam najwyższe temperatury w kraju. Latem w najcieplejszym miesiącu styczniu, a także w lutym temperatury wynoszą od 27 °C do 23 °C, w ciągu dnia panuje upał. Zimy są dość ciepłe ze średnią temperaturą w lipcu-sierpniu od 16 °C do 19 °C. Występują spadki do kilku stopniu powyżej zera, nocą występują przymrozki. Region ten jest suchy lub bardzo suchy. Opady sięgają maksymalnie 100 mm rocznie, ale zazwyczaj nie osiągają tej wartości. W wielu miejscach północnego Chile, opady roczne wynoszą do 20 mm W samej zaś pustyni rocznie spada co najwyżej jedynie 1 mm i jest to w głównej mierze opad z mgły oraz rosa. Ponadto w niektórych miejscach pustyni Atakama jak w okolicach Iquique nie spada ani jedna kropla deszczu. Ostatni deszcz na pustyni Atakama, w jej najsuchszych miejsca spadł około 400 lat temu.

### Klimat podzwrotnikowy
Klimat podzwrotnikowy występuje między 30° a 40°S. Przebieg roczny temperatur jest zbliżony do tego jaki ma miejsce np. w Hiszpanii toteż klimat te jest zbliżony do śródziemnomorskiego. Latem średnia dobowa wynosi około 20-23 °C, maksymalnie do 34 °C. Zimą zaś średnio jest około 7 °C do 10 °C. W nocy występują przymrozki. Skrajne temperatury wynoszą -4 °C. Opady są tu zdecydowanie wyższe. Na północnym skraju tejże strefy średnia roczna wynosi co prawda jedynie 250 mm, ale dalej na południe szybko wzrasta, szczególnie dotyczy to strefy gór. Na południu strefy podzwrotnikowej opady sięgają 1000 mm rocznie, a w górach 2000 mm. Jako że jest to klimat podzwrotnikowy o cechach zbliżonych do klimatu śródziemnomorskiego, to maksima opadowe przypadają na miesiące zimowe. Wysoko w górach deszcz, a także śnieg pada w ciągu całego roku, bez wyraźnej pory suchej.

### Klimat umiarkowany
Klimat umiarkowany panuje na południu kraju między 40° a 52°S. Jest typowy klimat zbliżony do tego jaki panuje np. w Szkocji i w krajach zachodniej części Europy. W zależności od szerokości geograficznej temperatury latem wynoszą do 18 °C w północnej części tejże strefy do 10-12 °C na południu tej strefy. Zimy są chłodne na północy i zimne na południu. od 0 °C do 5 °C. W górach panują ujemne temperatury. Opady są wysokie, jest to klimat wybitnie oceaniczny i górski. Chile na tych szerokościach są wąskie co oznacza, że wpływ morskiego klimatu nakłada się na ten górski. Wynikiem tego jest to, że opady wszędzie są wysokie, a ich minimum wynosi 1 000 mm rocznie, a maksimum sięga 7 000 mm. Średnio notuje się 300 dnia z opadami. W górach przez większą część roku pada śnieg. Region ten czasami dostaje się pod wpływ mas powietrza pochodzącego z Antarktydy, co skutkuje występowaniem mrozów i opadów śniegu na terenach nadmorskich.

### Klimat subpolarny

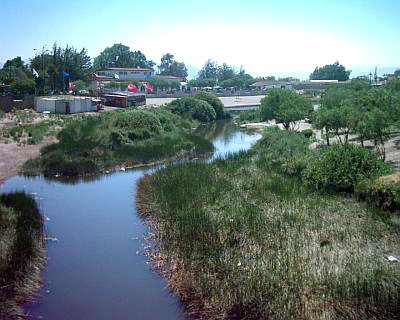
Rzeka Loa

Na południe od 52°S panuje klimat subpolarny. Klimat na Ziemi Ognistej jest stosunkowo suchy, co nie znaczy, że nie występują obfite opady deszczu. Temperatury są niskie, lata są dość chłodne, gdzie średnie wartości nie przekraczają 10 °C. Zimy często są mroźne, a region ten jest bezpośrednio wystawiony na działanie mas powietrza antarktycznego. Na Ziemi Ognistej ponadto występują silne wiatry, jako że region ten leży blisko prądu morskiego zwanego Prądem Wiatrów Zachodnich.

## Wody

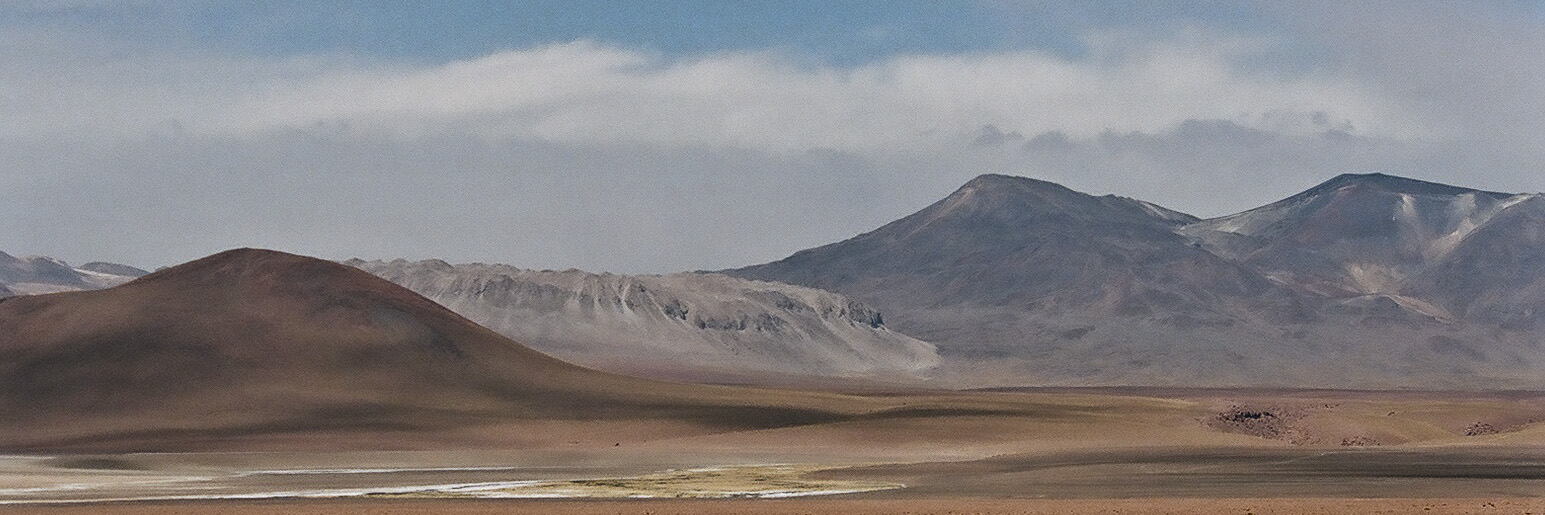
Pustynia Atakama

Chile należą do zlewiska Oceanu Spokojnego, a sieć rzeczna jest słabo rozwinięta. Wszystkie rzeki kraju płyną mniej więcej w kierunku zachodnim, wypływając z pasm andyjskich i uchodzą do Pacyfiku. Ukształtowanie powietrzni kraju, oraz klimat warunkują taką a nie inną gęstość rzek (suchy klimat na północy) i ich długość (rzeźba terenu). Rzeki są przeważnie zasobne w wodę, szczególnie te wypływające z wysokich partii gór w środkowej i południowej części kraju. Najdłuższą rzeką Chile jest Loa mając 440 km długości. Rzeka ta jest wykorzystywana do sztucznego nawadniania, a powierzchnia dorzecza wynosi 34 tys. km². Inną ważną rzeką jest Biobío w środkowej części kraju, której długość wynosi 380 km, kolejną jest Rapel o długości 240 km. Gęsta sieć rzek występuje właśnie w środkowej części kraju. Najkrótsze rzeki, ale zasobne w wodę występują w południowej części kraju. Są one wykorzystywane w hydroenergetyce. Najbardziej zasobna jest płynąca na południu Baker, która ma duży potencjał hydroenergetyczny i jej przepływ wynosi 1500 m³. Na północy kraju występują głównie rzeki okresowe.
Jezior jest w kraju niewiele. Najwięcej akwenów występuje w południowej części kraju i są to jeziora polodowcowe. Największe to: Villarica, Panguipulli i Ranco. Na północy kraju, na pustyni Atakama znajduje się największe solnisko Ameryki Południowej – Salar de Atacama o powierzchni około 2300 km². Na południowy krańcach Chile występuje liczne lodowce górskie.

## Gleby
Zróżnicowanie glebowe jest uwarunkowane rozciągłością południkową kraju (strefy klimatyczne), występowaniem łańcuchów górskich i obecnością wulkanów.
Sucha, północna część Chile jest zdominowane przez gleby inicjalne, a także czerwonobure gleby pustynne. Lokalnie występują w tym regionie sołonczaki. Największe skupiska słonych gleb ciągną się dookoła solniska – Salar de Atacama, które jest nazywane czasami słoną pustynią Atacama. Gleby słone na Atakama zawierają siarczany, azotany sodu i chlorki. Gleby aluwialne występują na równinach stożków napływowych i wymagają nawadniania. W północnej części kraju miejscami występują kwaśne gleby próchniczne powstałe z popiołów wulkanicznych. Obszary Andów pokryte są różnymi odmianami gleb górskich. Tereny górskie na północy pokryte są przez wysokogórskie gleby stepowe. Gleby te powstały z popiołów wulkanicznych i zawierają dużą ilość próchnicy. Najżyźniejsze gleby pokrywają tereny środkowego Chile. Występują tam brązowe, szarobrązowe i czerwonobrązowe gleby górskie. W Dolinie Środkowwochilijskiej występują bardzo żyzne gleby brązowe zwane glebami cynomonowymi. Stoki Andów pokrywają brunatne gleby leśne, a wyżej występują górskie gleby łąkowe. W wielu miejscach strefy górskiej Andów są zajęte przez czarnoziemy, a miejscami w dolinach rzek – gleby aluwialne. Południowa część kraju, gdzie ciągną się Andy Patagońskie tereny pokrywają torfiaste, brunatne i kwaśne gleby leśne, które są lokalnie zbielicowane. Na zawietrznych stokach gór występują stepowe gleby kasztanowe. Na Ziemi Ognistej wykształciły się torfiaste gleby łąkowe, które są miejscami zbielicowane, a także tereny te zajmują gleby bielicowe. Obszary obniżeń na Ziemi Ognistej pokrywają gleby torfowo-glejowe.

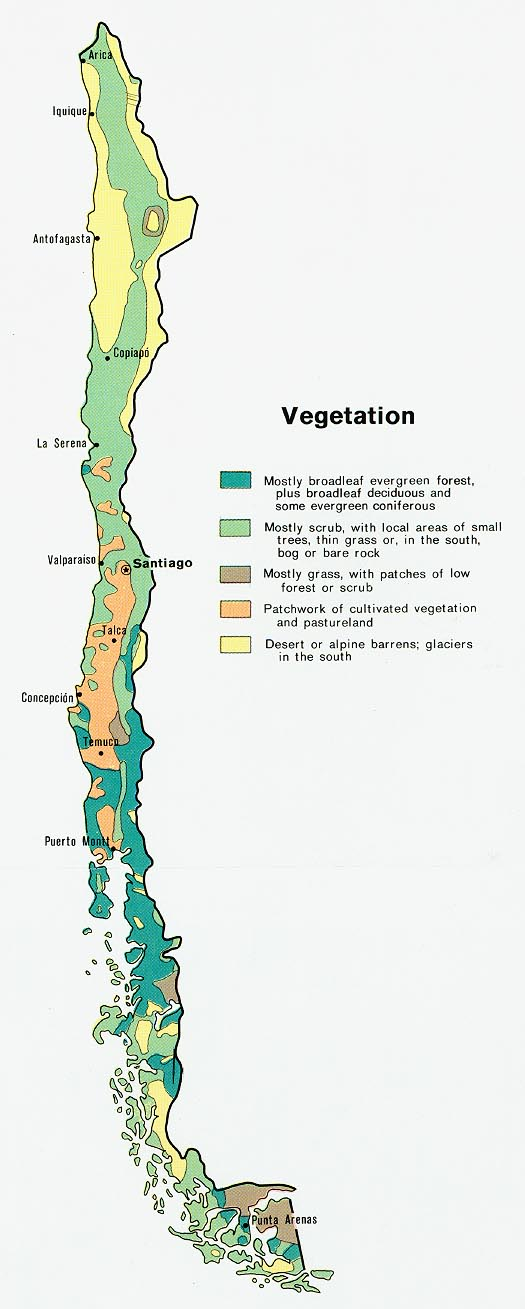
Mapa roślinności Chile

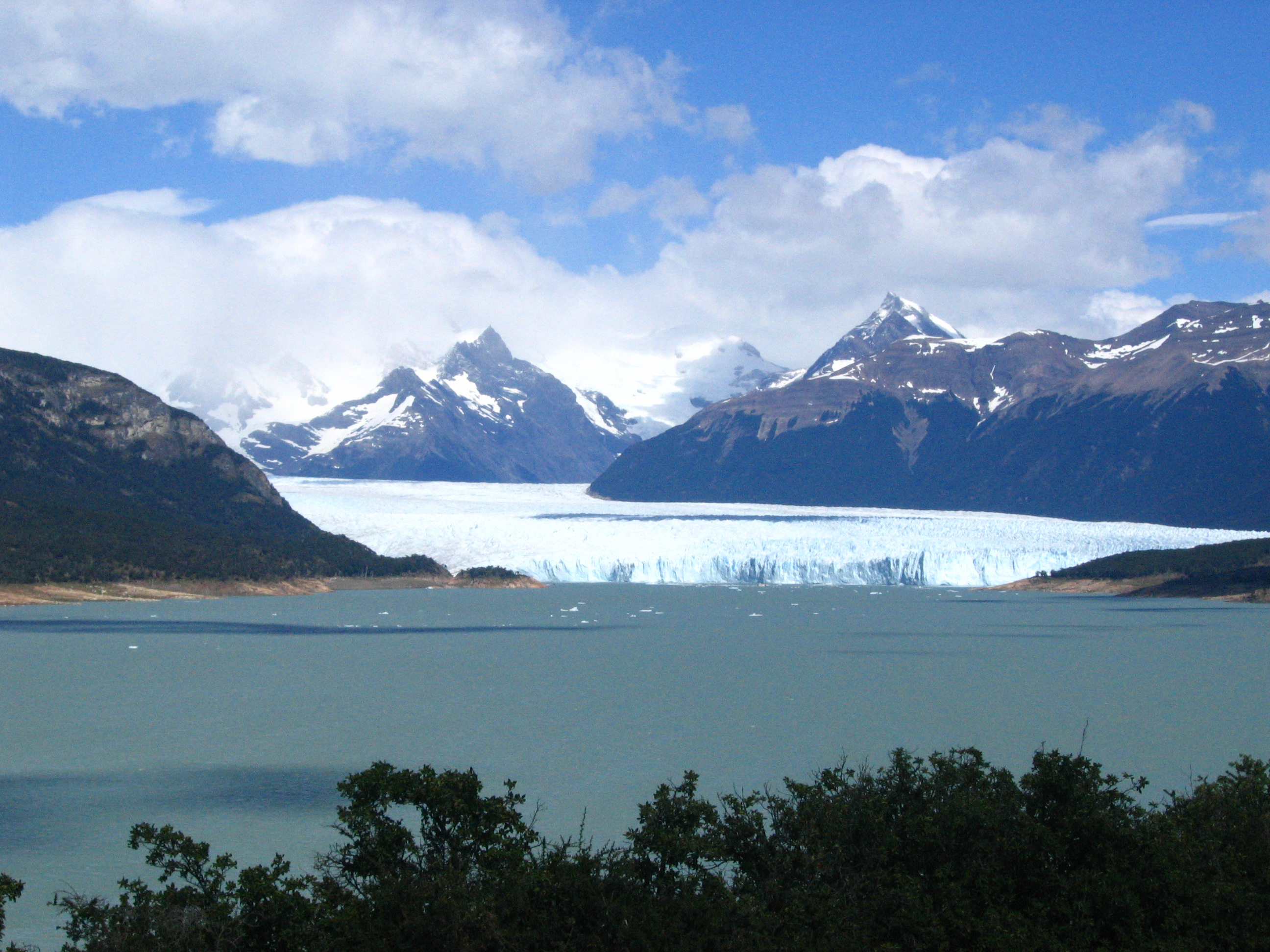
Lodowiec w południowym Chile

## Flora
Szata roślinna jest zróżnicowana i dobrze zachowana ze względu na dużą ilość obszarów chronionych oraz miejsc niedostępnych dla człowieka. Inną przyczyną jest stosunek liczby mieszkańców do powierzchni kraju i spora liczba miejsc słabo zaludnionych lub w ogóle nie zamieszkanych jak np. południe kraju i Ziemia Ognista. To wszystko sprawia, że szata roślinna pozostaje w stosunkowo nienaganny stanie. Aż 18% powierzchni Chile to tereny chronione, w kraju znajduje się 41 parków narodowych.
Na północy kraju formację roślinną stanowi roślinność efemeryczna, która istnieje dzięki występowaniu mgieł i osadzaniu się rosy. Roślinność ta pojawia się okresowo na pustyni Atakama. Pozostałe regiony zajmują uboga roślinność kserofityczna. Nad rzekami okresowymi rosną krzewy algarrobo, akacje, oraz zarośla kamyszu. W miejscach występowania mgieł pojawia się kwitnąca na żółto i liliowo oksalia. W pobliżu granicy z Argentyną tereny zajmuje puna. W przybrzeżnych, chłodnych wodach Pacyfiku (Prąd Peruwiański) występują liczne wodorosty.
Środkowa część kraju jest bogatsza w roślinność. W regionie tym przeważa roślinność śródziemnomorska. W jej skład wchodzą wiecznie zielone krzewy matorral i espinales oraz rośliny laurowe. Występuje tu również palma miodowa oraz święte drzewo Indian Mapuczów – canelo. Na południe od 37°S zaczyna się strefa lasów liściastych – głównie notofagus, gatunek spokrewniony z bukiem. W górach występuje piętrowy układ roślinności. W Dolinie Środkowochilijskiej powyżej 1200 m n.p.m. rosną podzwrotnikowe drzewa iglaste, do których należy cedrzyniec amerykański. Na wysokości 1 800 m n.p.m. rosną karłowate buki lenga i nire, tolerujące duże spadki temperatury. Dalej na południe, na obszarach zasobnych w wodę rosną bambusy quila, araukarie i notofagusy (bukany).
Na południu Chile wyraźnie jest widoczny piętrowy układ roślinności. W południowej części Chile do wysokości 500–600 m n.p.m. rosną wiecznie zielone krzewy i drzewa, w strefie 500-1 000 m n.p.m. – buki lenga i nire. Dla wysokości 1000–1200 m n.p.m. charakterystyczne są drzewa alerce oraz bukany. Na wysokości 1300–1800 m n.p.m. dominuje berberys, powyżej rozciąga się piętro łąk.

## Fauna
Obszar Chile należy do zoogeograficznej Krainy Neotropikalnej (Region Chilijsko-Patagoński). Na północy kraju w pustynnych zaroślach żyją pancerniki, żółwie i jaszczurki. Drapieżniki reprezentuje puma i lis aguarachaya. Na skalistych wybrzeżach kontynentu i wysp żyją liczne gatunki ptaków. Z ssaków zaś powszechnym gatunkiem jest foka. W lasach górskich typowym zwierzęciem jest pies magellański cuelpo, dziki ocelot pampasowy i mały gryzoń, koszatniczka pospolita. W Andach żyją także lamy i gwanako andyjskie, a w Patagonii strusie nandu. Niezwykle charakterystycznymi dla Chile gryzoniami są – żyjące głównie w półpustynnym, pokrytym zaroślami ekosystemie zwanym matorral, koszatniczki i szynszyle. Wysoko w Andach największym przedstawicielem ptaków jest kondor. Południowe wybrzeże, szczególnie na Ziemi Ognistej spotykanymi gatunkami są kolonie pingwinów, fok i lwów morskich. W wodach żyją wieloryby i delfiny, a także największy ssak morski – płetwal błękitny.

## Ochrona przyrody
Parki narodowe i obszary ścisłej ochrony przyrody stanowią 17,45% powierzchni kraju. Do znacznego zwiększenia ich powierzchni przyczynił się w znacznej mierze Douglas Tompkins, który przez wiele lat skupował grunty w szczególnie cennych przyrodniczo miejscach Chile.